# Pulo Kitou
Pulo Kitou is een bestuurslaag in het regentschap Aceh Utara van de provincie Atjeh, Indonesië. Pulo Kitou telt 232 inwoners (volkstelling 2010).